# طقسوس توتي
طقسوس توتي  أو طقسوس أوروبي أو الزَرْنَب أو الرَيْحَان التُرْجَانِي أو سَرْو تُركِسْتَان أو رجل الجراد (الاسم العلمي: Taxus baccata) (بالإنجليزية: European yew) هو نوع من النباتات يتبع جنس الطقسوس من الفصيلة الطقسوسية.
وهو نوع أشجار يصل ارتفاعها إلى 15 متر، لحاؤها أحمر وتميل أغصانها لأسفل وأوراقها طويلة، رفيعة ومعمرة أما أزهارها المذكرة صفراء صغيرة تنمو عند قاعدة الأوراق وثمارها عنبية حمراء أو صفراء وفي داخلها بذرة سمراء، يكثر نموها بريا بشمال أفريقيا وأوروبا وشمال إيران وجنوب غربي آسيا. ويتم زرعها عادة في المقابر.

## وقت التزهير
تزهر هذه النبتة من أول الربيع إلى منتصفها 

## فوائدها الطبية
كل الشجرة سامة للانسان والحيوان وخاصة الاوراق والحبوب وهي لا تعتبر من النباتات الطبية. تؤثر السموم التي في هذه النبتة على الجهاز العصبي، لكنها لا تأتي بعوارض وهنية (مثل الافيون والسموم المنومة الأخرى) بل تضر بالوظائف الحياتية. 
لم يجرى عليها الكثير من الاختبارات لذلك لم توصف للأستعمال بدون تحذير، ولكنها تعطى احيانا لسدد الكبد واضطرابات الصفراء.

## استعمالها حديثا
يصنع من اوراقها صبغ ولكنه غير سام، وينصح الاطباء بأستخدامه لعلاج الروماتزم والتهاب المفاصل.

## معرض الصور

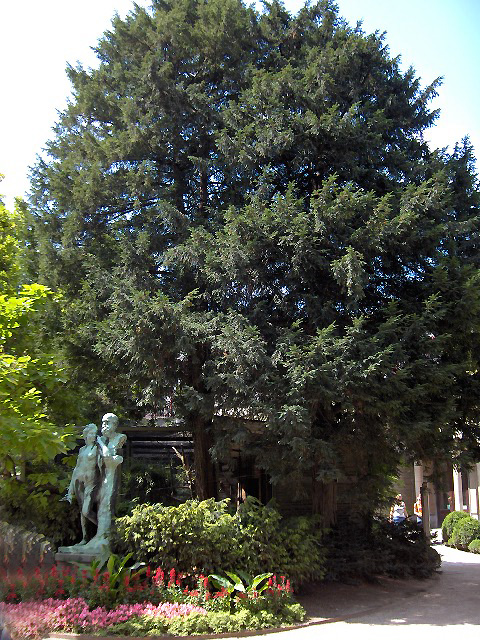
شجرة الزرنب
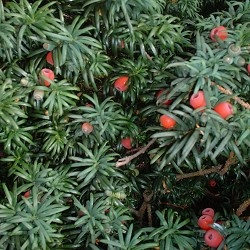
أوراق وثمار الزرنب
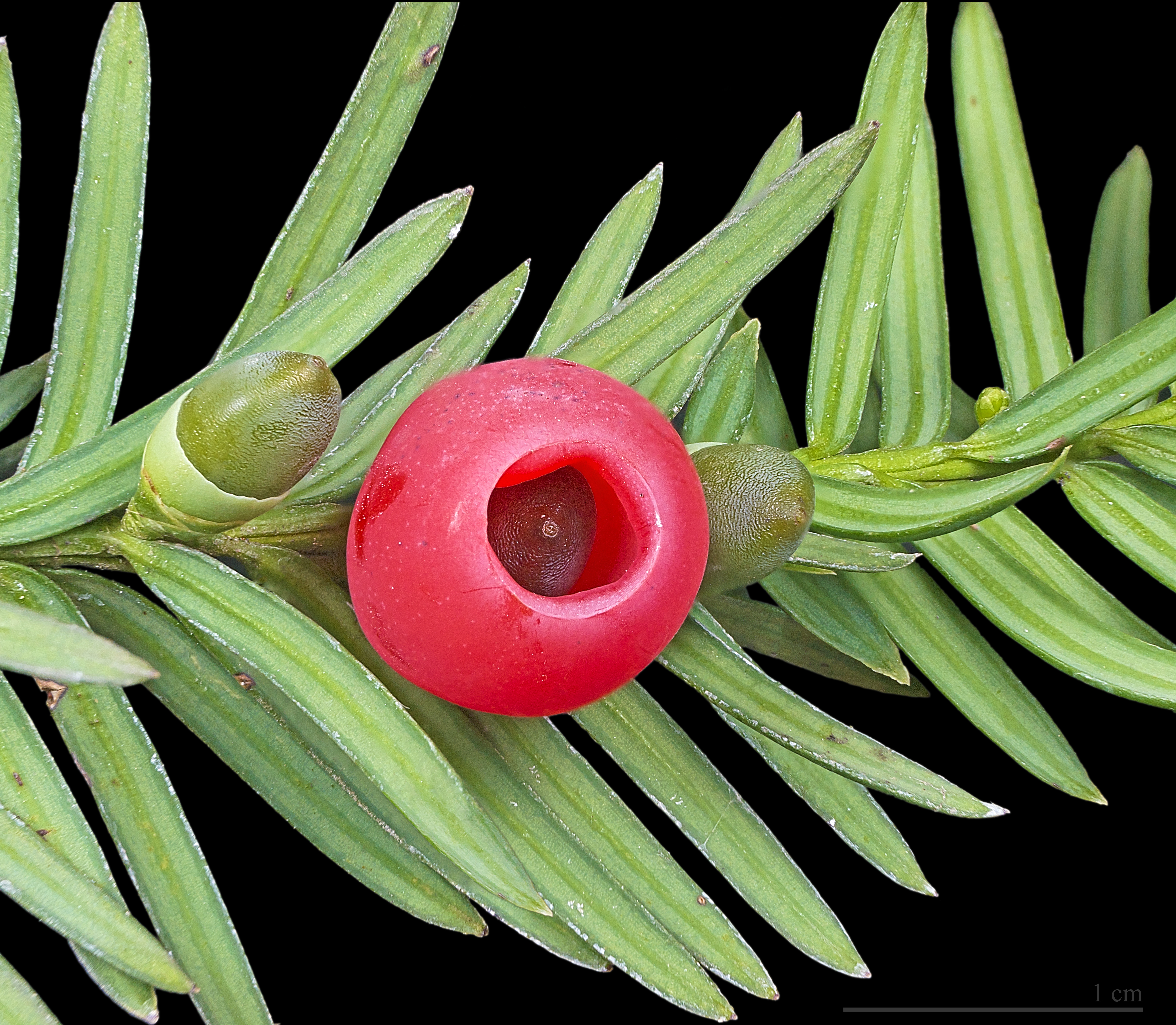
أوراق وثمار الزرنب